# Mesiotelus patricki
Mesiotelus patricki – gatunek pająka z rodziny obniżowatych. Zamieszkuje Iran.

## Taksonomia
Gatunek ten opisany został po raz pierwszy w 2021 roku przez Alirezę Zamaniego i Jurija Marusika na łamach „ZooKeys”. Jako lokalizację typową wskazano Gol-e Loweh w irańskim ostanie Golestan. Epitet gatunkowy nadano na cześć L. Briana Patricka, taksonomisty z Wesleyan University.

## Morfologia i zasięg
Pająk o ciele długości 5,2 mm przy karapaksie długości 2 mm i szerokości 1,9 mm. Barwa karapaksu jest jasnobrązowa. Również jasnobrązowe szczękoczułki mają dwa ząbki na krawędzi przedniej i trzy na tylnej. Ubarwienie wargi dolnej, szczęk i sternum jest jasnobrązowe. Odnóża są żółtawobrązowe, pozbawione obrączkowania. Kolejność par odnóży od najdłuższej do najkrótszej to: IV, I, III, II. Wierzch opistosomy (odwłoka) jest ciemnoszary ze słabo zaznaczonymi szewronami, spód zaś jaśniej szary z wyraźnymi znakami w miejscach tchawek. Kądziołki przędne są jednolicie jasnoszare. Nogogłaszczki samca są wydłużone, niemal tak długie jak ciało. Goleń jest równa długością rzepce, zaopatrzona w trzykrotnie dłuższą niż szeroką, stopniowo ku szczytowi zwężoną apofizę retrolateralną. Cymbium jest o połowę krótsze niż udo i dwukrotnie dłuższe niż szerokie. Kształt bulbusa jest owalny. Apofyza medialna niemal dorównuje długością połowie tegulum. Apofiza tegular przednia jest rozwidlona. Embolus ma długą część wolną, zakrzywioną na szczycie i zakończoną przed tegulum.
Gatunek palearktyczny, znany jest tylko z miejsca typowego na północy Iranu.